# Centrochria deprensa
Centrochria deprensa är en fjärilsart som beskrevs av Louis Beethoven Prout 1913. Centrochria deprensa ingår i släktet Centrochria och familjen mätare. Inga underarter finns listade i Catalogue of Life.